# Santa Eulalia de Tuiriz
Tuiriz (llamada oficialmente Santalla de Toiriz) es una parroquia y una aldea española del municipio de Pantón, en la provincia de Lugo, Galicia.

## Otras denominaciones
La parroquia también es conocida por los nombres de Santa Eulalia de Tuiriz y Santabaia de Tuiriz.

## Límites
Limita con las parroquias de Tribás y Tuiriz al norte, San Julián de Tor y Moreda al este, San Vicente de Castillón al sur y Mato al oeste.

## Organización territorial
La parroquia está formada por doce entidades de población, constando seis de ellas en el nomenclátor del Instituto Nacional de Estadística español:

### Entidades de población
Entidades de población que forman parte de la parroquia:
- Alfándiga (A Alfándiga)
- A Rigueira (A Regueira)
- Barrio (O Barrio)
- Carmen (O Carme)
- Cotelo (O Cotelo)
- Docil
- Matelas
- O Mato
- Santalla
- Trasulfe
- Toiriz

### Despoblado
Despoblado que forma parte de la parroquia:
- Cacerille

## Demografía

### Parroquia
| Gráfica de evolución demográfica de Tuiriz (parroquia) entre 2000 y 2020 |
|                                                                          |
| Datos según el nomenclátor publicado por el INE.                         |

### Aldea
| Gráfica de evolución demográfica de Toiriz (aldea) entre 2000 y 2020 |
|                                                                      |
| Datos según el nomenclátor publicado por el INE.                     |